# Toufic Farroukh
Toufic Farroukh (arab. توفيق فرّوخ), libański kompozytor jazzowy.

## Dyskografia
- Ali on Broadway (1994)
- Little Secrets (1998)
- Drab Zeen (2002)
- Ali on Broadway / The other Mix (2004)
- Tootya (2007)